# Спей (река)
Спей (англ. Spey; гэльск. Uisge Spè) — река в северо-восточной Шотландии, вторая по длине и самая быстрая река Шотландии.

## Этимология
Происхождение имени Спей неясно. Возможно название происходит от пракельтского слова *skwej-, что означает «шип», «колючка». На карте Птолемея ок. 150 года река была названа Тусис. Нынешнее название впервые упоминается в 1451 году.

## Характеристика реки
Берёт начало с горной системы Монадлиат и впадает в бухту Спей в заливе Мори-Ферт. Длина реки — 157 км. Площадь водосборного бассейна — 3000 км². Среднегодовой расход воды 5,8 м³/с. Максимальным расход воды отмечен в период весеннего таяния снега и минимальный — летом.
Материнскими породами в бассейне реки сланцами и гнейсами кембрийского периода и старше и местами встречаются граниты. Ландшафты были сформированы под влиянием оледенений.

## Хозяйственная деятельность
В бассейне реки также проживает около 23 000 человек. Ведётся промышленный и любительский лов рыбы, в основном, щуки, кумжи, атлантичесеого лосося и форели. Стоимость пойманной на удочку кумжи и лосося в 2009 году оценивалась в 56,7 млн фунтов стерлингов.
Около половины общего водосбора регулируется двумя плотинами. Плотина Спей была построена в 1942 году, чтобы вырабатывать энергию для выплавки алюминия. Объём водохранилища составляет 5106 м³. Вторая плотина расположена на реке Маши, притоке Спей.
В долине реки Спей располагается множество производителей виски, воды реки используются для производства напитка. Данный регион производства виски имеет название Спейсайд.

## Охрана природы
Главное русло реки является участком особого научного интереса и кандидатом на присвоение статуса Special Area of Conservation в составе сети Natura 2000. Основными охраняемыми объектами являются популяции атлантического лосося, морской миноги, выдры и обыкновенной жемчужницы. Около 67 % бассейна реки находится на территории национального парка Кэрнгормс.